# Chiesa di Santa Maria di Gesù al Capo
La chiesa di Santa Maria di Gesù al Capo o chiesa di Santa Maruzza ri Canceddi è un edificio di culto situato nel centro storico di Palermo. Il tempio si affaccia su piazza Beati Paoli al Capo sulla direttrice via Panneria - via Judica e piazza San Cosmo - via Gioiamia, che conduce da piazza Monte di Pietà a via Matteo Bonello, nel mandamento Monte di Pietà o Seralcadi.

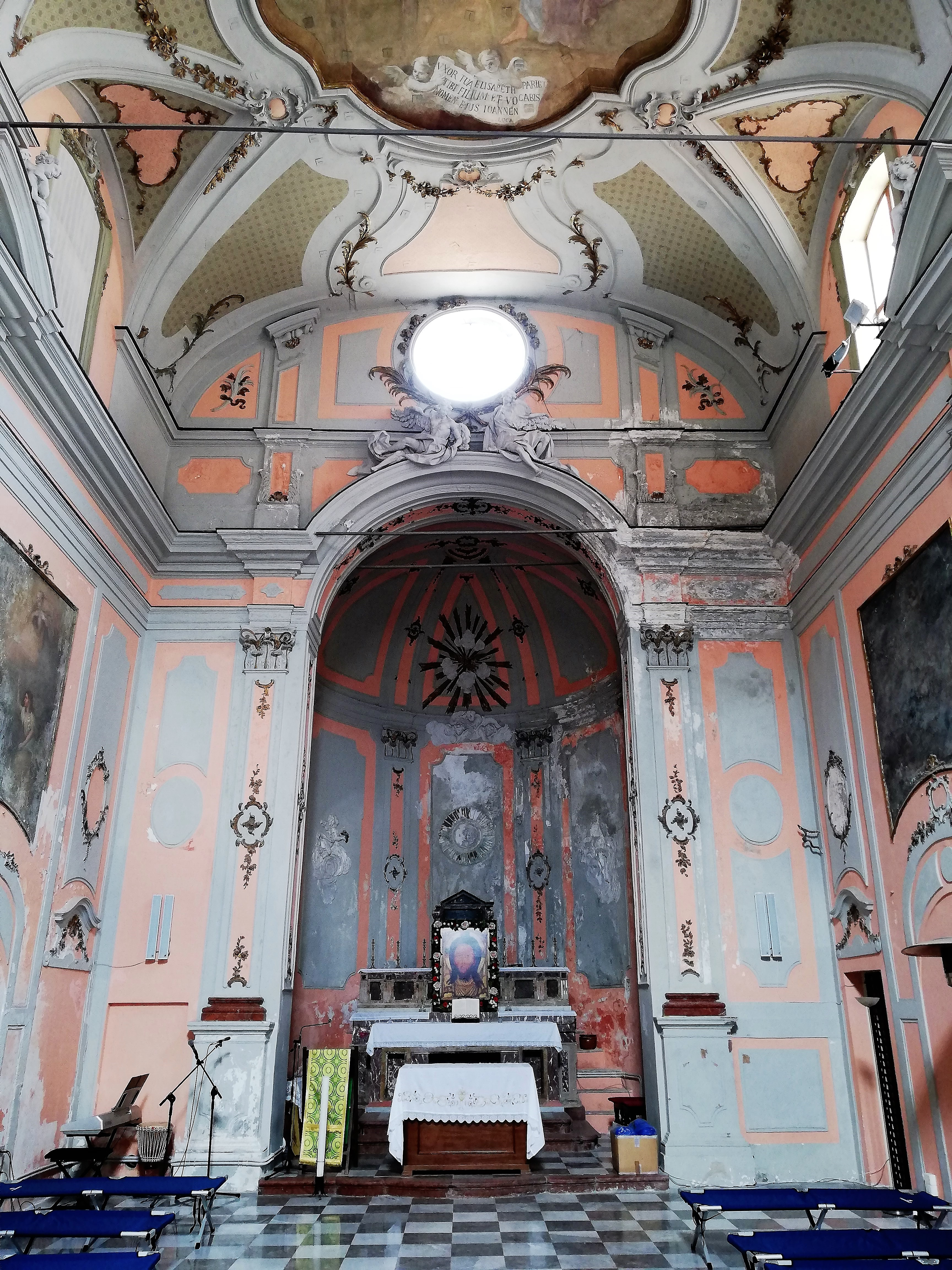
Altare maggiore

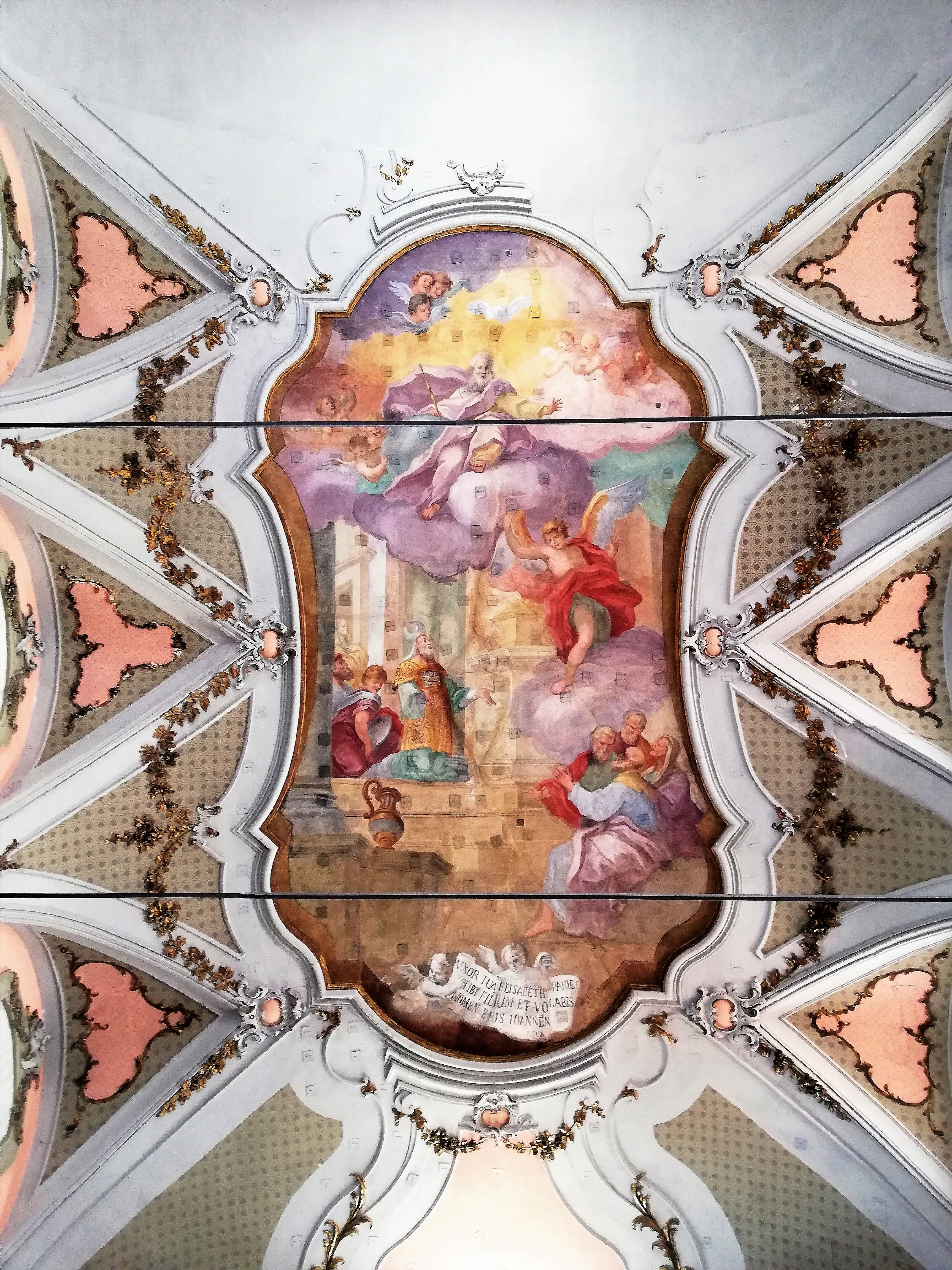
Affresco volta

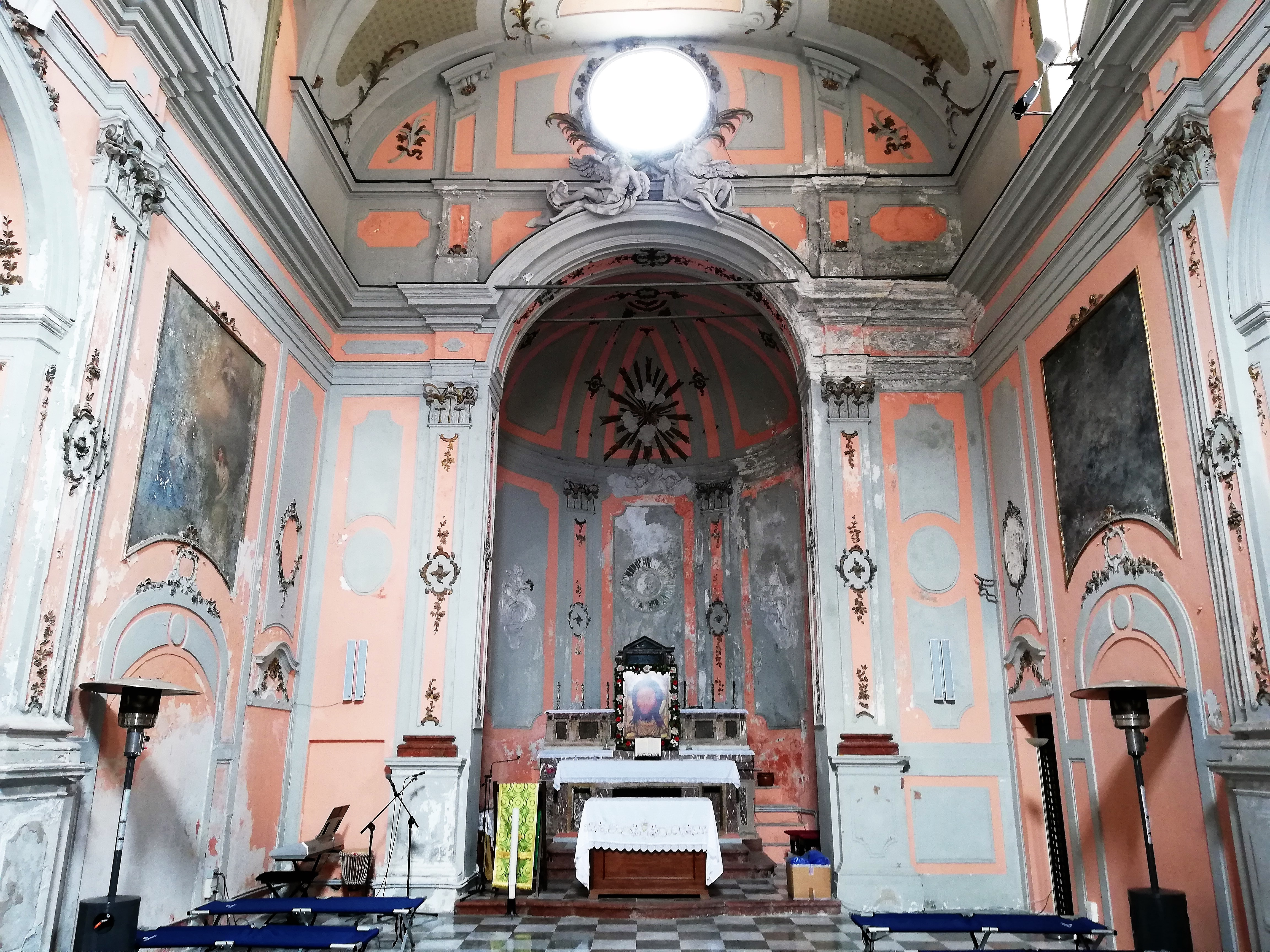
Navata

## Storia

### Epoca aragonese
Al 10 gennaio 1489 risale il conferimento del beneficio della chiesa di Santa Maria di Gesù Cristo, al sacerdote Giuliano Minolfo.
Il tempio eretto nella seconda metà del XV secolo prossimo alla chiesa di San Rocco (quest'ultima in seguito divenuta chiesa dei Santi Cosma e Damiano), fu concessa temporaneamente come sede del Collegio degli Orfani di San Rocco donde il nome di un vicolo nelle immediate adiacenze.

### Epoca spagnola
Nel 1509 la chiesa apparteneva alla Confraternita dei Negri che presero a censo un terreno posto davanti alla chiesa, allo scopo di poter ingrandire in futuro le strutture. Nel 1548 la confraternita aveva cessato la sua attività, il Senato Palermitano decise di affidare il tempio all'Ordine dei fanciulli orfani fino al 1577.
Nel 1612 furono comprati ulteriori appezzamenti di terreni ubicati davanti alla chiesa.
Col completamento nel 1648 - 1649 dell'aggregato sotto il titolo dei Santi Cosma e Damiano e del convento dell'Ordine della regolare osservanza di San Francesco d'Assisi, l'abbandono della sede da parte del primitivo Collegio di San Rocco, il tempio e le strutture furono concesse dal Senato Palermitano a una congregazione di schiavi cristiani.
Mancati anche questi ultimi, la chiesa fu affidata alla confraternita di conduttori di animali da basto e portatori, i quali, per caricare le merci usavano grossi cesti di vimini detti canceddi. Nel 1660 fu riedificata e perfezionata nelle forme attuali, rinominata sotto il titolo di «Santa Maria di Gesù», dal volgo comunemente appellata col vezzeggiativo «Santa Maruzza ri Canceddi».

### Epoca borbonica
Per un lungo lasso temporale il luogo di culto è legato alle vicende dei Beati Paoli, setta segreta descritta da Francesco Maria Emanuele Gaetani, marchese di Villabianca. Il nobile documentatore, nei suoi Opuscoli palermitani, definisce l'attività dell'oscuro sodalizio come una reazione nata per combattere lo strapotere e i soprusi delle classi nobiliari.
Anche lo storico ed antropologo Giuseppe Pitrè fa riferimento ai legami tra chiesa e setta segreta, mentre Luigi Natoli pubblica il romanzo dal titolo I Beati Paoli traendo spunto dalle descrizioni riportate dal canonico Antonino Mongitore nel Diario palermitano.

### Epoca contemporanea
Le strutture sono concesse alla Comunità di Sant'Egidio.

## Facciata
La facciata è delimitata da lesene, comprende un unico ordine chiuso in alto da un cornicione, abbellita con due fanali ai lati. Il varco d'accesso è protetto da un'artistica cancellata in ferro battuto.
Il prospetto presenta un elegante portale a colonne tortili poste su alti plinti sormontate da capitelli corinzi. Sulle parti aggettanti dell'architrave costituiscono timpano due volute a ricciolo sormontate da putti alati adoranti. Nel vano intermedio la nicchia posta sopra la porta contiene l'immagine in marmo raffigurante la Santissima Vergine, Nel cartiglio l'iscrizione "JESU CHRISTI PARENTI ET TEMPLI PATRONÆ", 1683 è la data incisa sull'architrave. In asse col portale una grande finestra.
Il frontone delimitato da piramidi acroteriali, presenta una serliana aggettante ripartita in cellette con monofora centrale, adibita a cella campanaria. Decorazioni con volute a ricciolo e vasotti fiammati acroteriali delimitano la stele sommitale recante uno stemma. Chiude la prospettiva la croce apicale in ferro battuto.

## Interno
L'impianto attuale a navata unica risale al 1660, presenta un'abside semicircolare e due altari laterali. Affresco volta navata raffigurante San Zaccaria legato ad episodi con riferimenti all'avvento del Precursore San Giovanni Battista. Affreschi minori realizzati ai lati degli altari minori: Annunciazione, Sposalizio della Vergine e Adorazione dei Pastori, Adorazione dei Re Magi.
Ingresso lato destro: affresco raffigurante Vergini XV secolo.
Ingresso lato sinistro: affresco della Madonna del riparo del XV secolo sotto il cui manto erano raffigurati Pontefici, Re e Cardinali. Un altro affresco deteriorato è presente nella controfacciata destra.

## Altari laterali
Altari delimitati da lesene sovrapposte e sfalsate con capitelli corinzi. Il timpano ad arco spezzato. con putti sulle cimase e finestra intermedia sottende un'arcata incassata nella parete. Sull'arco una grande decorazione in stucco raffigurante puttini osannanti con cartiglio, tutta l'architettura presenta lievi ma raffinati ornamenti floreali in stucco.
- Parete destra: Cappella di Santa Maria di Gesù. Nella nicchia è documentata la statua lignea raffigurante la Vergine col bambino appellata Maria Santissima dei Canceddi,[4] l'opera d'autore ignoto di fine XVII - inizi XVIII secolo è custodita nella chiesa di San Ranieri e dei Santi Quaranta Martiri Pisani alla Guilla.
- Parete sinistra: Cappella del Crocifisso.[4] L'interno della superficie incassata presenta un rilievo in stucco riproducente una croce su raggiera, nimbi e putti adoranti. Il Crocifisso è custodito nella chiesa di San Ranieri e dei Santi Quaranta Martiri Pisani alla Guilla.

### Altare maggiore
Sull'altare è documentato il dipinto Visitazione della Vergine a Santa Elisabetta. La calotta absidale è ripartita da rilievi in stucco e lesene decorate, al centro putti osannanti e colomba dello Spirito Santo collocato su raggiera.
Dietro l'altare si trova un "passaggio segreto" che portava direttamente alla Grotta dei Beati Paoli. Un'antica camera dello scirocco è stata riportata alla luce da pochi anni durante lavori di consolidamento urbano, nel romanzo è stata identificata come il tribunale dell'omonima setta. Al tempo del Natoli questa grotta doveva essere nota ed accessibile.
Dietro l'abside c'era originariamente un giardino, dove cresceva un albero che nascondeva l'ingresso della grotta.

## Confraternita
Confraternita sotto il titolo dei Neri.

## Confraternita di Maria Santissima dei Sette Dolori
Sodalizio attestato presso il tempio e poi trasferito nella chiesa di San Ranieri e dei Santi Quaranta Martiri Pisani alla Guilla.

## Cripta
Al di sotto della chiesa i confrati costruirono una cripta da adibire alle loro sepolture. Questo lavoro fu facilitato dal fatto che la zona era piena di grotte e cunicoli naturali, facenti parte dell'antiche Catacombe di Porta d'Ossuna, che si estendevano sotto quasi tutto il rione del Capo. Per i faziosi la cripta era il tramite che permetteva di raggiungere la grotta, secondo alcuni segni convenzionali.
La grotta nella seconda metà del settecento fu visitata dal marchese di Villabianca che lasciò un'ampia descrizione di quello che aveva visto nei suoi Opuscoli palermitani.
Nei loculi venivano deposti temporaneamente i corpi dei confrati al fine di eliminare gli umori cadaverici che confluivano nei canali di scolo.

## Chiesa di San Rocco
Primitivo luogo di culto in seguito intitolato ai Santi Cosma e Damiano. Le istituzioni ad esso collegati furono trasferite presso la chiesa di San Rocco nei pressi di via Maqueda.

### Collegio di San Rocco
Istituzione trasferita nell'ex Casa dei Chierici regolari poveri della Madre di Dio delle scuole pie in via Maqueda, eretta nel XVII secolo come residenza dei Padri Scolopi. Ristrutturata nel XVIII e nel XX secolo.

## Chiesa di San Cosma e Damiano al Capo
Luogo di culto, primitiva chiesa di San Rocco.